# Larnaca (distrikt)
Larnaca eller Eparchía Lárnakas (turkiska: Larnaka İlçesi, engelska: Larnaca District, Larnaka District, Larnaka) är ett distrikt på Cypern. Det ligger i den östra delen av landet, 30 km sydost om huvudstaden Nicosia. Antalet invånare är 143 192. Arean är 1,1 kvadratkilometer. Larnaca ligger på ön Cypern.
Terrängen i Larnaca är platt.
Följande samhällen finns i Larnaca:
- Larnaca
- Pérgamos
- Aradíppou
- Livádia
- Dhromolaxia
- Athienou
- Ormidhia
- Kolossi
- Xylotymbou
- Voróklini
- Kíti
- Ágios Týchon
- Kórnos
- Perivólia
- Pýla
- Kofínou
- Meneou
- Mosfilotí
- Troúlloi
- Psevdás
- Tersefánou
- Páno Léfkara
- Alethrikó
- Mazotós
- Pyrgá
- Anafotída
- Kalavasos
- Ágios Theódoros
- Pentákomo
- Maróni
- Choirokoitía
- Zýgi
- Klavdiá
- Meloúseia
- Kelliá
- Tochni
- Ársos
- Alaminós
- Agía Ánna
- Skarínou
- Kivisíli
- Orá
- Psematisménos
- Marí
- Odoú
- Avdelleró
- Kato Léfkara
- Kato Drys